# Mylène Troszczynski
Mylène Troszczynski, née le 16 mai 1972 à Chauny (Aisne), est une femme politique française.
Membre du Front national (devenu Rassemblement national en 2018), elle a été conseillère régionale de Picardie de 2010 à 2015, puis conseillère régionale des Hauts-de-France de 2016 à 2021 et députée européenne de 2014 à 2019.

## Biographie

### Études et carrière
Mylène Troszczynski est d'origine polonaise par son grand-père paternel.
Après une scolarité au lycée Gay-Lussac de Chauny (Aisne), elle fait des études d'histoire à l'université de Reims Champagne-Ardenne[réf. nécessaire].
Chargée de communication dans le privé jusqu'en juillet 2014, Mylène Troszczynski est candidate pour le Front national à de multiples reprises à l’occasion des élections.

### Parcours politique
Elle se présente pour la première fois aux élections cantonales de 2004 sur le canton de Senlis, et réalise un score de 18%. En 2007, elle est suppléante aux élections législatives dans la 4e circonscription de l'Oise. Puis, elle est finalement élue conseillère régionale de Picardie sur la liste conduite par Michel Guiniot en 2010.
Lors des élections législatives de 2012, elle est candidate dans la 4e circonscription de l'Oise. Elle obtient 20,77 % des voix au premier tour.
Pour les élections municipales de 2014, elle est tête de liste à Senlis dans l’Oise, et obtient 9,6 % des suffrages, ne pouvant se maintenir au second tour.
En mai 2014, Mylène Troszczynski est candidate sur la liste conduite par Marine Le Pen pour les élections européennes. Élue au Parlement, elle est membre de la commission du Marché intérieur et Protection des consommateurs et devient membre de la délégation interparlementaire du Chili.
Candidate sur les listes de Marine Le Pen lors des élections régionales de 2015 en Nord-Pas-de-Calais-Picardie, elle est réélue conseillère régionale dans cette nouvelle région fusionnée. En 2017, elle est candidate pour le Front national aux législatives dans la 4e circonscription de l'Oise.
Elle est en 28e position sur la liste du Rassemblement national pour les élections européennes de 2019. Selon L'Opinion, « son clan, dit-on, est déjà servi avec l’eurodéputée Joëlle Mélin, numéro 6, proche de Michel Guiniot, élu RN de Picardie et beau-père de Troszczynski ». Elle quitte le Parlement européen le 1er juillet 2019.
En 2023, Mylène Troszczynski est tête de liste du RN aux sénatoriales dans l’Oise.

## Affaire judiciaire
En juin 2016, le Parlement européen décide qu’un montant de 56 554 € lui avait été indûment versé au titre d’assistance parlementaire et que ce montant devait être recouvré. Par la suite, le Parlement procède à un recouvrement par compensation en prélevant mensuellement 50 % de l’indemnité parlementaire de Mylène Troszczynski. Elle fait, ainsi que cinq autres députés européens, dont Marine Le Pen, l'objet d'une enquête à la fois européenne et française sur l'emploi supposé fictif d'assistants parlementaires.
En novembre 2024, le parquet requiert contre Mylène Troszczynski, 18 mois d’emprisonnement dont 12 avec sursis, 30 000 euros d’amende et 3 ans d’inéligibilité avec exécution provisoire. Le jugement rendu le 31 mars 2025, la condamne à dix-huit mois de prison avec sursis, 800 euros d'amende et trois ans d'inéligibilité pour avoir employé fictivement Julien Odoul entre octobre 2014 et juillet 2015, alors qu’il est conseiller spécial de Marine Le Pen.

### Vie privée
Elle est l'épouse de Laurent Guiniot, et donc la belle-fille de Michel Guiniot, responsable du FN en Picardie.